# Alture di Smolensk
Le alture di Smolensk (in russo Смоленская возвышенность?, Smolenskaja vozvyšennost') sono una zona di modeste elevazioni collinari della Russia europea, parte dell'altopiano di Smolensk-Mosca.

## Geografia
Geograficamente situate dalla città di Orša in Bielorussia al distretto Možajskij dell'oblast' di Mosca, principalmente all'interno dell'oblast' di Smolensk. Il punto più alto, 319,8 metri sul livello del mare si trova vicino al villaggio di Mar'ino (nel distretto Vjazemskij dell'oblast' di Smolensk).
Il rilievo delle alture è morenico-erosivo. Nella parte occidentale sono composte da dolomiti e calcari del Devoniano, a est di Smolensk da calcari, argille e marne del Carbonifero. Nella parte nordoccidentale è presente un ampio crinale collinare.
Fra i maggiori fiumi che hanno qui le loro sorgenti sono:
- la Desna, tributaria del Dnepr;
- l'Ugra, affluente dell'Oka;
- la Moscova, affluente dell'Oka.